# Меридіан нирок (VIII)
Меридіан нирок — парний, симетричний, доцентровий, належить до системи Їнь. Налічує по 27 пунктів акупунктури на кожному боці.
Позначають як, цифрами — VIII, літерами — R(фр.), N(нім.), K(англ.), наприклад: 1VIII, R1, N1, K1 («джерело, що клекотить» — перший пункт меридіана нирок).
Часом найвищої активності меридіана є 17.00-19.00, пасивності — 05.00-07.00.

## Точки на меридіані
1 Юнг-цюань (湧泉, yǒng-quán — джерело, що клекотить), 井穴
2 Жань-гу (然谷, ran-gǔ — долина трьох випробувань)，滎穴
3 Тай-сі (太谿, tài-xī — великий потік)，輸穴，原穴
4 Да-чжун (大鐘, dà-zhōng — великий дзвін)，絡穴
5 Шуй-цюань (水泉, shuǐ-quán — водне джерело)，郄穴
6 Чжао-хай (照海, zhào-hǎi — блиск на морі)，八脈交會穴，通於陰蹻脈
7 Фу-лю (復溜, fù-liū — помилка, що повторюється)，經穴
8 Цзяо-синь (交信, jiāo-xin — перехрест у часі)
9 Чжу-бінь (築賓, zhù-bīn — будівля для гостя)
10 Їнь-гу (陰谷, yīn-gǔ — долина їнь)，合穴
11 Хен-гу (橫骨, héng-gǔ — горизонтальна кістка)
12 Да-хе (大赫, dà-hè — великий блиск)
13 Ці-сюе (氣穴, qì-xúe — печера енергії)
14 Си-мань (四滿, sì-mǎn — чотириразова повнота)
15 Чжун-чжу (中注, zhōng-zhù — середня течія (середній збіг))
16 Хуан-шу (肓俞, huāng-shū — пункт згоди життєввих центрів (точка хуан))
17 Шан-цюй (商曲, shāng-qū — поворотна точка купців)
18 Ші-гуань (石關, shi-guān — кам'яний кордон)
19 Їнь-ду (陰都, yīng-dū — столиця їнь (головне місто))
20 Фу-тун-гу (腹通谷, fù-tōng-gǔ — прохід долиною)
21 Ю-мен (幽門, yōu-mén — ворота пітьми (воротар шлунка))
22 Бу-лан (步廊, bù-láng — вхід до веранди (коридор для прогулянки))
23 Шень-фен (神封, shén-feng — боги — печатка (душевний кордон))
24 Лін-сюй (靈墟, ling-xū — курган Бога (дух — порожнеча))
25 Шень-цан (神藏, shén-cáng — Боги, той що говорить (сховище духу))
26 Юй-чжун (彧中, yù-zhōng — у сімніві (у застої))
27 Шу-фу (俞府, shū-fǔ — майстерня згоди (садиба згоди))